# Big Wet Asses
Big Wet Asses est le titre d'une série de films pornographiques sur le thème du sexe anal produite par Elegant Angel. Créée en 2003, la série compte aujourd'hui 28 titres. Elle a reçu trois années de suite l'AVN Award de la meilleure série "anale".

## Titres parus

### Big Wet Asses 1
- Année : 2003[2]
- Réalisateur : Thomas Zupko
- Durée : 125 min
- Distribution : Katja Kassin, Rhiannon Bray, Gia Paloma, Holly Day, Ana Nova et Mick Blue
- Scène 1 : Ana Nova et Mick Blue
- Scène 2 : Holly Day et Mick Blue
- Scène 3 : Rhiannon Bray et Mick Blue
- Scène 4 : Gia Paloma
- Scene 5 : Katja Kassin et Mick Blue

### Big Wet Asses 2
- Année : 2003
- Réalisateur : Thomas Zupko
- Distribution : Mason Storm, Shy Love, Melanie Jagger, Rosanna De La Vega (Sheila Marie), Lisa Lee, Tristan Segal, Brett Rockman, Brian Surewood et Tony T.
- Scène 1 : Lisa Lee et Tristan Segal
- Scène 2 : Shy Love et Brett Rockman
- Scène 3 : Sheila Marie et Brian Surewood
- Scène 4 : Melanie Jagger et Tony T.
- Scène 5 : Mason Storm et Brian Surewood

### Big Wet Asses 3
- Année : 2004
- Réalisateur : Thomas Zupko
- Distribution : Olivia O'Lovely, Vicky Vette, Cloe Dior, Angelica Sin, Mia Banggs et Tony T.
- Scène 1 : Mia Bangg et Tony T.
- Scène 2 : Vicky Vette et Tony T.
- Scène 3 : Chloe Dior et Tony T.
- Scène 4 : Angelica Sin et Tony T.
- Scène 5 : Olivia O'Lovely et Tony T.

### Big Wet Asses 4
- Année : 2004
- Réalisateur : Thomas Zupko
- Distribution : Lauren Phoenix, Katrina Kraven, Mika Tan, Sara Jay, Xana Star, Tony T., Brett Rockman, Tyler Wood, Dax Star et Brian Surewood
- Scène 1 : Katrina Kraven, Lauren Phoenix et Tony T.
- Scène 2 : Mika Tan et Brett Rockman
- Scène 3 : Sara Jay et Tyler Wood
- Scène 4 : Xana Star et Dax Star
- Scène 5 : Pandora Dreams et Brian Surewood

### Big Wet Asses 5
- Année : 2004
- Réalisateur : Thomas Zupko
- Distribution : Simone Peach, Stacy Silver, Anastasia Christ, Laura Lion, Nikki Sun, George Uhl, Bobi et J.J.
- Scène 1 : Stacy Silver et George Uhl
- Scène 2 : Anastasia Christ et J.J.
- Scène 3 : Laura Lion et Bobi
- Scène 4 : Simone Peach et J.J.
- Scène 5 : Nikki Sun et J.J.

### Big Wet Asses 6
- Année : 2005
- Réalisateur : Thomas Zupko
- Durée : 130 min
- Distribution : Tiana Lynn, Angel Dark, Katerina (comme Katka), Sandra De Marco, Sandra Kay, Bobi, J.J. et Jake Malone
- Scène 1 : Sandra De Marco et Bobi
- Scène 2 : Katerina et Bobi
- Scène 3 : Sandra Kay et Bobi
- Scène 4 : Angel Dark et J.J.
- Scène 5 : Tiana Lynn et Jake Malone

### Big Wet Asses 7
- Année : 2005
- Réalisateur : William H.
- Durée : 105 min
- Distribution : Flower Tucci, Gia Jordan, Georgia Peach, Kinzie Kenner, Naomi, Tiana Lynn (bonus DVD), Sascha, Mark Ashley, Billy Glyde, Van Damage et Jake Malone
- Scène 1 : Kinzie Kenner et Sascha
- Scène 2 : Flower Tucci et Mark Ashley
- Scène 3 : Georgia Peach et Sascha
- Scène 4 : Gia Jordan et Billy Glyde
- Scène 5 : Naomi et Van Damage
- Bonus DVD : Tiana Lynn et Jake Malone

### Big Wet Asses 8
- Année : 2006
- Réalisateur : William H.
- Durée : 121 min
- Distribution : Jada Fire, Sandra Romain, Kami Andrews, Sasha Knox, Chelsie Rae, Katrina Kraven (bonus DVD), Lauren Phoenix (bonus DVD), Mark Ashley, Mick Blue, Buster Good et Tony T. (bonus DVD)
- Scène 1 : Sandra Romain et Mark Ashley
- Scène 2 : Kami Andrews et Mick Blue
- Scène 3 : Sasha Knox et Mark Ashley
- Scène 4 : Chelsie Rae et Buster Good
- Scène 5 : Jada Fire et Mark Ashley
- Bonus DVD : Katrina Kraven, Lauren Phoenix et Tony T.

### Big Wet Asses 9
- Année : 2006
- Réalisateur : William H.
- Durée : 123 min
- Distribution : Avy Scott, Tiffany Mynx, Velicity Von, Harmony Rose, Sophie Dee, Flower Tucci (bonus DVD), Mark Ashley, Anthony Rosano
- Scène 1 : Velicity Von et Mark Ashley
- Scène 2 : Avy Scott et Anthony Rosano
- Scène 3 : Sophie Dee et Anthony Rosano
- Scène 4 : Harmony Rose et Mark Ashley
- Scène 5 : Tiffany Mynx et Mark Ashley
- Bonus DVD : Flower Tucci et Mark Ashley

### Big Wet Asses 10
- Année : 2007
- Réalisateur : William H.
- Durée : 186 min
- Distribution : Bree Olson, Lexi Love, Katja Kassin, Tory Lane, Flower Tucci, Dana DeArmond, Mark Davis, Mark Ashley, Manuel Ferrara, Anthony Rosano, Mick Blue et Brandon Iron
- Scène 1 : Bree Olson et Brandon Iron
- Scène 2 : Lexi Love et Anthony Rosano
- Scène 3 : Flower Tucci et Manuel Ferrara
- Scène 4 : Tory Lane et Mick Blue
- Scène 5 : Dana DeArmond et Mark Davis
- Scène 6 : Katja Kassin et Mark Ashley

### Big Wet Asses 11
- Année : 2007
- Réalisateur : William H.
- Durée : 177 min
- Distribution : Brianna Love, Julia Bond, Annette Schwarz, Sativa Rose, Cody Lane, Maya Hills, Anthony Rosano, Manuel Ferrara, Michael Stefano et John Strong
- Scène 1 : Brianna Love et Michael Stefano
- Scène 2 : Annette Schwarz et Manuel Ferrara
- Scène 3 : Julia Bond et Michael Stefano
- Scène 4 : Maya Hills et Anthony Rosano
- Scène 5 : Cody Lane et John Strong
- Scène 6 : Sativa Rose et Anthony Rosano

### Big Wet Asses 12
- Année : 2007
- Réalisateur : William H.
- Durée : 178 min
- Distribution : Eva Angelina, Jenna Haze, Shyla Stylez, Claire Dames, Jenny Hendrix, Jasmine Byrne, Michael Stefano, James Deen,  Mr. Pete, Sascha, Anthony Rosano et John Strong
- Scène 1 : Eva Angelina et Michael Stefano
- Scène 2 : Jenna Haze et James Deen
- Scène 3 : Shyla Stylez et Mr. Pete
- Scène 4 : Jenny Hendrix et Sascha
- Scène 5 : Claire Dames et Anthony Rosano
- Scène 6 : Jasmine Byrne et John Strong

### Big Wet Asses 13
- Année : 2008
- Réalisateur : William H.
- Durée : 169 min
- Distribution : Sunny Lane, Amy Reid, Luscious López, Kelly Divine, Bobbi Starr, Ricki White, Manuel Ferrara, Sascha, Anthony Rosano et Steve Holmes
- Scène 1 : Sunny Lane et Manuel Ferrara
- Scène 2 : Luscious Lopez, Ricki White et Sascha
- Scène 3 : Kelly Divine et Anthony Rosano
- Scène 4 : Bobbi Starr et Steve Holmes
- Scène 5 : Amy Reid et Sascha

### Big Wet Asses 14
- Année : 2008
- Réalisateur : William H.
- Durée : 185 min
- Distribution : Alexis Texas, Kristina Rose, Lisa Ann, Kirra Lynne, Phoenix Marie, Anthony Rosano, Manuel Ferrara et Mr. Pete
- Scène 1 : Kristina Rose et Manuel Ferrara
- Scène 2 : Alexis Texas et Mr. Pete
- Scène 3 : Phoenix Marie et Manuel Ferrara
- Scène 4 : Kirra Lynne et Anthony Rosano
- Scène 5 : Lisa Ann et Manuel Ferrara

### Big Wet Asses 15
- Année : 2009
- Réalisateur : William H.
- Durée : 182 min
- Distribution : Kimberly Kane, Julia Ann, Ava Rose, Mia Rose, Gianna Michaels, James Deen, Manuel Ferrara, Michael Stefano et Mr. Pete
- Scène 1 : Gianna Michaels et Michael Stefano
- Scène 2 : Julia Ann et Manuel Ferrara
- Scène 3 : Kimberly Kane et James Deen
- Scène 4 : Ava Rose et Mr. Pete
- Scène 5 : Mia Rose et Manuel Ferrara

### Big Wet Asses 16
- Année : 2009
- Réalisateur : William H.
- Durée : 181 min
- Distribution : Sasha Knox, Tori Black, Emma Heart (Riley Winter), Ava Rose, Charlotte Vale, Mackenzee Pierce, Manuel Ferrara, James Deen, Anthony Rosano, Steve Holmes et Mick Blue
- Scène 1 : Tori Black et Anthony Rosano
- Scène 2 : Charlotte Vale et Steve Holmes
- Scène 3 : Emma Heart et Anthony Rosano
- Scène 4 : Sasha Knox et James Deen
- Scène 5 : Mackenzee Pierce et Mick Blue
- Scène 6 : Ava Rose et Manuel Ferrara

### Big Wet Asses 17
- Année : 2010
- Réalisateur : William H.
- Durée : 180 min
- Distribution : Jayden Jaymes, Katie St. Ives, Brooke Lee Adams, Ashli Orion, Mason Moore, James Deen, Manuel Ferrara, Mick Blue et Michael Stefano
- Scène 1 : Katie St. Ives et James Deen
- Scène 2 : Ashli Orion et Manuel Ferrara
- Scène 3 : Mason Moore
- Scène 4 : Brooke Lee Adams et Mick Blue
- Scène 5 : Jayden Jaymes et Michael Stefano

### Big Wet Asses 18
- Année : 2010
- Réalisateur : William H.
- Distribution : Caroline Pierce, Krissy Lynn, Jynx Maze, Nikki Sexx, Jennifer White, Julia Ann, Manuel Ferrara, James Deen, Anthony Rosano, Mr. Pete et Mick Blue
- Scène 1 : Jynx Maze et James Deen
- Scène 2 : Caroline Pierce et Manuel Ferrara
- Scène 3 : Krissy Lynn et Mick Blue
- Scène 4 : Nikki Sexx et Anthony Rosano
- Scène 5 : Jennifer White et Mr. Pete

### Big Wet Asses 19
- Année : 2011
- Réalisateur : William H.
- Durée : 159 min
- Distribution : Ally Kay, Ava Addams, Briella Bounce, Kagney Linn Karter, Liza Del Sierra, Manuel Ferrara, Ramon Nomar, Mick Blue et Erik Everhard
- Scène 1 : Ally Kay et Manuel Ferrara
- Scène 2 : Kagney Linn Karter et Ramon Nomar
- Scène 3 : Liza del Sierra et Manuel Ferrara
- Scène 4 : Briella Bounce et Mick Blue
- Scène 5 : Ava Addams et Erik Everhard

### Big Wet Asses 20
- Année : 2011
- Réalisateur : William H.
- Durée :
- Distribution : Gracie Glam, Jada Stevens, Juelz Ventura, London Keys (comme London Keyes), Tiffany Mynx, Mick Blue, James Deen, Erik Everhard, Manuel Ferrara

### Big Wet Asses 21
- Année : 2012
- Réalisateur : William H.
- Durée :
- Distribution : Brooklyn Lee, Charley Chase, Holly Michaels, Jessie Rogers, Remy LaCroix, Manuel Ferrara et Ramon Nomar

### Big Wet Asses 22
- Année : 2012
- Réalisateur : William H.
- Durée : 167 min
- Distribution : Alexis Ford, Alison Tyler, Lexi Belle, Remy LaCroix, Sarah Vandella, Erik Everhard, Manuel Ferrara, Mick Blue, Ramon Nomar, Toni Ribas

### Big Wet Asses 23
- Année : 2014
- Réalisateur : Toni Ribas
- Durée : 167 min
- Distribution : Ashley Fires, Aj Applegate, Aleska Nicole, Abbey Brooks

## Récompenses

### Série
- 2006 : AVN Award Meilleure série sur le thème "anal" (Best Anal-Themed Series)
- 2007 : AVN Award Meilleure série sur le thème "anal" (Best Anal-Themed Series)
- 2008 : AVN Award Meilleure série sur le thème "anal" (Best Anal-Themed Series)
- 2008 : XRCO Award Best Gonzo Series
- 2009 : AVN Award Best Big Butt Series
- 2010 : AVN Award Best Big Butt Series
- 2013 : AVN Award Best Big Butt Series

### Films
- 2005 : AVN Award Meilleur titre sur le thème "anal" (Best Anal-Themed Release) pour Big Wet Asses 3
- 2009 : AVN Award Meilleur titre "gros derrière" (Best Big Butt Release) pour Big Wet Asses 13
- 2009 : XCritic Award Top Blu-ray Title pour Big Wet Assess 15
- 2010 : AVN Award Meilleur titre "gros derrière" (Best Big Butt Release) pour Big Wet Asses 15
- 2010 : XRCO Award Best Gonzo Release pour Big Wet Asses 15[3]
- 2010 : NightMoves Award Best All-Sex Gonzo Release[4]
- 2011 : AVN Award Meilleur titre sur le thème "anal" (Best Anal-Themed Release) pour Big Wet Asses 16
- 2013 : AVN Award Meilleur titre "gros derrière" (Best Big Butt Release) pour Big Wet Asses 21

### Scènes
- 2008 : AVN Award Meilleure scène de sexe anal - Vidéo (Best Anal Sex Scene – Video) (Big Wet Asses 10) (Bree Olson et Brandon Iron)
- 2009 : AVN Award Meilleure scène de sexe anal (Best Anal Sex Scene) pour Big Wet Asses 13 (Sunny Lane et Manuel Ferrara)